# Episodi di Jamie Johnson (terza stagione)
Gli episodi della seconda stagione di Jamie Jonhson, sono trasmessi su RaiGulp, nell'anno 2019.
| n. | Titolo Originale  | Titolo Italia       | Prima TV Originale | Prima TV Italia |
| -- | ----------------- | ------------------- | ------------------ | --------------- |
| 1  | Dream Academy     | Accademia dei sogni | 2018               | 2019            |
| 2  | Get Up            | Alzarsi             | 2018               | 2019            |
| 3  | The Scorpion      | Lo scorpione        | 2018               | 2019            |
| 4  | Heart Breaker     | Spezzacuori         | 2018               | 2019            |
| 5  | Stiff Competition | Concorrenza rigida  | 2018               | 2019            |
| 6  | The Wrong Path    | La strada sbagliata | 2018               | 2019            |
| 7  | Going Bad         | Andando male        | 2018               | 2019            |
| 8  | Out of the Game   | Fuori dal gioco     | 2018               | 2019            |
| 9  | Judgement Day     | Giorno del giudizio | 2018               | 2019            |
| 10 | End of the Line   | Fine della linea    | 2018               | 2019            |